# Jean Mabire
Jean Mabire, född 8 februari 1927 i Paris och död 29 mars 2006 i Saint-Malo, var en fransk författare, journalist och litteraturkritiker.
Han skrev till största delen under sitt verkliga namn, men använde även pseudonymerna Didier Brument, Éric Dubecquet och Henri Landemer. Politiskt var han engagerad inom normandisk regionalism och den franska högern, han stod nära den nya högern och förespråkade nyhedendom. Han är författare till flera böcker om historia, särskilt om andra världskriget och Waffen-SS.